# 宇登呂溫泉

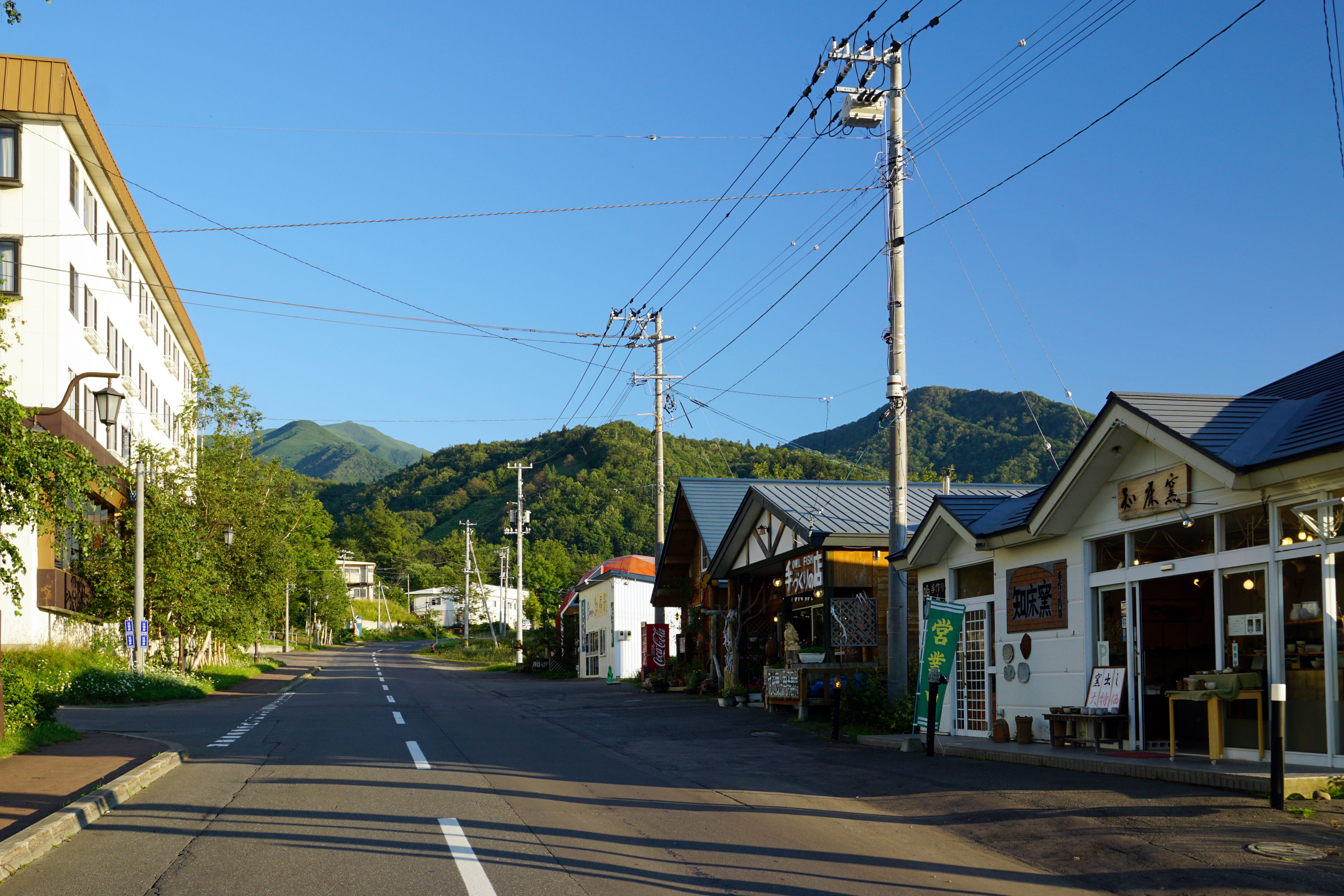
溫泉區的街道

宇登呂溫泉是位於日本北海道斜里郡斜里町宇登呂地區的溫泉區，由於位於知床半島，又被稱為
知床溫泉。
溫泉區位於知床半島西岸靠鄂霍次克海的一側，緊鄰宇登呂港，自1960年代探勘出溫泉水源後開始發展，過去曾經存在多家中小規模的溫泉旅館，但受到日本泡沫經濟的影響，幾乎都已歇業，現僅有五家大型溫泉旅館以及數家小型民宿。
溫泉區內設有共同浴場「夕陽台之湯」，可直接眺望鄂霍次克海，知床八景之一的夕陽台展望台則位於溫泉區旁的國設知床野營場。